# Villa Rossi (Santorso)
Villa Bonifacio, Velo, Rossi si trova a Santorso, in provincia di Vicenza, e fa parte della rete territoriale Musei Altovicentino. La villa è stata la dimora dell'industriale dell'Ottocento Alessandro Rossi.
Il complesso sorge ai limiti orientali del paese, sulle pendici del monte Summano.

## Storia
Nel 1862 il Rossi iniziò l’ampliamento della sua azienda tessile, che raggiunse tra il 1870 e il 1880 il suo massimo sviluppo con la creazione dei quartieri operai di Schio e di Piovene Rocchette. Il 28 marzo 1865 acquistò dalla famiglia Prosdocimi l’antica villa cinquecentesca Bonifacio-Velo di Santorso, con l’annessa chiesetta di Santo Spirito e gran parte dei terreni circostanti per poter creare il “Podere Modello“: una tenuta agricola che comprendeva, oltre ai terreni agricoli, un edificio adibito alla trasformazione dei prodotti della terra e una serie altre abitazioni, destinate ai dirigenti dell’azienda.
La realizzazione del progetto nacque dalla consolidata collaborazione tra l’industriale scledense e l’architetto vicentino Antonio Caregaro Negrin, che impiegò circa vent’anni (1865-1884).
Alla morte del Rossi, nel 1898, la villa fu convertita a orfanotrofio, così come dalle disposizioni testamentarie dello stesso Alessandro Rossi, mentre le vaste proprietà di pertinenza vennero frazionate. Conclusa l'attività dell'orfanotrofio la villa rimase di proprietà delle Opere Pie fino al 2002 quando i comuni di Santorso e Schio acquistarono l'immobile, esso viene utilizzato a fini culturali, in attesa di un radicale restauro del complesso.
Parte dei terreni dell'antico Podere Modello sono gestiti dalla Cooperativa Nuovi Orizzonti che cura una serie di progetti a sfondo sociale denominati Oasi Rossi.

## Descrizione
La villa è preceduta da un piccolo giardino e delimitato dalla pubblica via da una cancellata in ghisa e un muro rustico.
Nel processo di ristrutturazione della dimora il Caregaro Negrin impiegò sia gli elementi della tradizione classica che quelli ottocenteschi: il doppio ordine delle quattro lesene tuscaniche e corinzie del corpo centrale della facciata è sottolineato dall’alta fascia decorata con putti e fiori stilizzati, e dall’elegante balcone in ghisa sostenuto da mensole in pietra poggianti su busti d’angelo. La facciata del corpo principale è rigorosamente simmetrica, e converge verso il monumentale ingresso, preceduto da una breve scalinata delimitata da sculture di pecore merinos. Le finestre laterali sono sormontate da fasce ornamentali al piano terra e da frontoncini sagomati al piano nobile.
Ai due lati del corpo principale si sviluppano i corpi laterali aggettanti, più alto di un piano quello di sinistra, mentre quello di destra è movimentato da finestre romboidali e da un ingresso centinato.
Nel riformare la parte rustica, venne conservata la struttura della barchessa, rafforzata la base delle colonne tuscaniche d’ordine gigante e affrescata in stile pompeiano la parete di fondo, dove vennero collocati una serie di busti di illustri personaggi Nel mezzo del corpo porticato si eleva una torretta con fori circolari.
Un ulteriore corpo porticato posizionato in senso ortogonale chiude verso est il cortile, questi ambienti sono dominati all'ingresso dalla scultura di Giulio Monteverde Cavallo domato.
Le sale interne della villa conservano per lo più l’aspetto ottocentesco. La grande sala di ricevimento situata pianterreno fu decorata in stile pompeiano con il grandioso affresco di Giovanni Busato, rappresentante Andromaca che riceve le spoglie di Ettore; la sala-biblioteca conserva il prezioso pavimento in marmo e lapislazzuli dell’Esquilino di Roma.
Ai piani superiori, un tempo riservati alle camere della famiglia e degli ospiti illustri, si accedeva per mezzo di un’elegante scala che immetteva in un atrio pavimentato con marmo a riquadri bianchi e neri, nel quale è incisa la data d’inizio della ricostruzione della villa.

## Il parco
Il parco di villa Rossi ha una superficie complessiva 4.4211 ettari, suddivisa in 38724 mq. di superficie verde e di 5487 mq. di superficie occupata da edifici e piazzali. Il parco composito è diviso in due zone denominate delle “Rive” e del “Laghetto”, separate dalla strada che porta in località Lesina.

### Ilparco delle Rive
La parte superiore del parco detta delle Rive, era destinata ad un uso agricolo, ma presenta anche elementi di tipo scenografico e paesaggistico.

### Ilparco del Laghetto
La parte inferiore del parco detta del Laghetto presenta gli elementi tipici del “giardino paesista”: vialetti sinuosi, architetture rustiche, imitazioni archeologiche, giochi d’acqua, laghetti, spazi erbosi e masse arboree.
Esso è circondato da una serie imponente di piante secolari, tra cui il pino himalayano, alcuni cipressi del Portogallo e i cipressi delle paludi.

### Chiesa S. Spirito
Nel lato ovest dell’edificio percorrendo il viale degli antichi cipressi si arriva al cinquecentesco tempietto di Santo Spirito, restaurato dal Caregaro – Negrin nel 1866 in stile lombardo – bizantino, mediante la sistemazione della facciata, l'aggiunta di corpi absidati ai lati e una generale riorganizzazione degli interni.

### La casa del Custode
Situata all’angolo sud-est del parco del Laghetto, vi si accede da via S. Maria; essa era la dimora dei custodi del parco e della villa; costruita in stile liberty è affiancata dalle stalle e dalle serre.
Recentemente restaurata dai comuni di Schio e Santorso è oggi sede del Laboratorio Ambientale Provinciale (LAP) dell’ARPAV e della Cooperativa di Promozione ambientale Ecotopia. All’interno è stata allestita una sala per convegni e conferenze.